# Тауматроп

Тауматроп із зображенням вази і квітів, 1825 рік

Тауматроп або тавматроп (від дав.-гр. θαῦμα — чудо і τροπή — обертання) — іграшка, заснована на оптичній ілюзії: при швидкому обертанні картки з різними зображеннями на протилежних боках, вони зливаються в один малюнок. Була особливо популярна у Вікторіанську епоху.

## Історія створення
Жорж Садуль стверджує, що творцем тауматропа є Джон Гершель. Ще 1824 року він посперечався зі своїм другом Чарльзом Беббіджем, що зможе показати йому одночасно дві сторони золотої гінеї. Він обертав монету на ребрі, а Беббіджа попросив розмістити очі на її рівні. Обидві сторони монети злилися воєдино.
В 1825 році Генрі Фіттон (англ. William Henry Fitton) та доктор Парі, популяризуючи цей дослід, перетворили його на дитячу іграшку, що отримала назву тауматроп.
Девід Брюстер згадує такі сюжети тауматропа:
- Арлекін з'являвся біля Коломбіни;
- вершник опинявся на коні;
- відрубана голова турка поверталася до його тулуба;
- складались докупи дві половинки слова або листа.